# Aero Boero AB-180
El Aero Boero 180 es un avión utilitario construido por la empresa argentina Aero Boero.
La Fuerza Aérea Argentina utiliza un AB-180RVR para remolcar sus planeadores en la Escuela de Aviación Militar.

## Variantes
- AB-180RV

Versión alargada.
- AB-180RVR

Remolcador.
- AB-180 Cóndor

Versión modificada para volar a gran altitud.
- AB-180Ag

avión de agricultura.
- AB-180SP

Sesquiplano.
- AB-180SPA

Avión de entrenamiento biplaza.

## Especificaciones
Referencia datos: 

### Características generales
- Tripulación: 1
- Capacidad: 3
- Carga: 288 kg (634,8 lb) útil
- Longitud: 7,1 m (23,2 ft)
- Envergadura: 10,9 m (35,8 ft)
- Altura: 2,1 m (6,9 ft)
- Superficie alar: 17,3 m² (186 ft²)
- Peso vacío: 602 kg (1326,8 lb)
- Peso máximo al despegue: 890 kg (1961,6 lb)
- Planta motriz: 1× Motor de pistón Lycoming O-360-A1A.
  - Potencia: 134 kW (180 HP; 182 CV)

### Rendimiento
- Velocidad máxima operativa (Vno): 245 km/h (152 MPH; 132 kt)
- Velocidad crucero (Vc): 198 km/h (123 MPH; 107 kt)
- Techo de vuelo: 7000 m (22 966 ft)
- Carga alar: 51,5 kg/m² (10,5 lb/ft²)

Posee medidores de presión y temperatura de aceite, amperímetro, taquímetro, velocímetro, altímetro, brújula, medidores de combustible, espacio para reglas de vuelo instrumental y radio.